# Alexandre Pato
Alexandre Rodrigues da Silva (ur. 2 września 1989 w Pato Branco) – brazylijski piłkarz występujący na pozycji napastnika w amerykańskim klubie Orlando City. Były reprezentant Brazylii. Znany jest pod pseudonimem Alexandre Pato (port. Kaczor Aleksander). Wzięło się to od miejsca jego urodzin – słowo pato w języku portugalskim oznacza „kaczor”, zaś całą nazwę miejscowości pato branco można przetłumaczyć dosłownie jako „biały kaczor”.

## Początki
Alexandre rozpoczął swoją karierę w wieku 3 lat grając w halową piłkę nożną w swojej rodzinnej miejscowości. Jego umiejętności sprawiły, że wkrótce było już o nim głośno w brazylijskim stanie Parana.
W 1999 u młodego Alexandre został wykryty nowotwór. Pato przeszedł operację, jednak pojawiły się komplikacje. Z tego powodu przyjmował zastrzyki. Ciężkie momenty przechodził razem z matką, która bardzo go wspierała. Teraz uważa, że ten fragment jego życia pomógł mu szybko wydorośleć.
Po wyleczeniu choroby wyjechał do Porto Alegre, aby spróbować wywalczyć miejsce w szkółce SC Internacional. W 2002 roku w wieku 13 lat przeniósł się tam i zamieszkał w ośrodku dla młodych piłkarzy razem z 83 innymi osobami, które tak jak on marzyły aby zagrać w pierwszym składzie Internacionalu.

## Profesjonalna kariera
Po podpisaniu kontraktu zwiększającego pensję piłkarzowi z 3000 R$ do 25000 R$, przedłużeniu umowy do 2009 roku oraz zwiększeniu kwoty odstępnego do 20 milionów euro, z uwagi na duże zainteresowanie piłkarzem europejskich klubów, Pato gotów był do gry w lidze brazylijskiej. Szerokiej widowni pokazał się po raz pierwszy w turnieju młodzieżowym Copa Sendai 2006 w Japonii. W pierwszym meczu z Japonią strzelił hat tricka, a w finale z Francją strzelił zwycięską bramkę. W swoim debiucie w lidze brazylijskiej 26 listopada 2006 roku Alexandre w wieku 17 lat w znaczący pomógł swojemu zespołowi w wygraniu 4:1 nad SE Palmeiras zdobywając bramkę już w pierwszej minucie swojej gry i zaliczając 3 asysty.
Jego gra spowodowała, że zainteresowały się nim media i zaczął być porównywany do swojego idola Ronaldo. Zawodnik pomógł też Internacionalowi w zdobyciu Klubowego Mistrzostwa Świata w roku 2006. Strzelił on na tych zawodach bramkę w półfinale grając przeciwko Al-Ahly Kair, zaś w finale przeciwko FC Barcelonie gola nie zdobył, mimo to jego zespół wygrał 1:0.
Alexandre Rodrigues da Silva w letnim okienku transferowym 2007/2008 za sumę 22 mln euro przeszedł do zespołu A.C. Milan. Swojego pierwszego gola w barwach „Rossonerich” Brazylijczyk strzelił 13 stycznia 2008 w zwycięskim 5:2 meczu przeciwko SSC Napoli. Był to jednocześnie jego pierwszy oficjalny mecz w Milanie (wcześniej zagrał w dwóch sparingowych spotkaniach z Dynamem Kijów, oraz z reprezentacją Zjednoczonych Emiratów Arabskich). 27 stycznia 2008 strzelił dwie bramki w wygranym 2:0 meczu z Genoą. Sezon 2007/2008 zakończył z 9 bramkami na koncie w Serie A.
Sezon 2008/2009 Pato mógł zaliczyć do udanych. Strzelił między innymi bramkę przeciwko Interowi Mediolan, w przegranych derbach Mediolanu 1:2, które były rozgrywane 15 lutego 2009. Ogółem rozegrał 42 mecze (36 w Serie A i 6 w Pucharze UEFA). Strzelił 18 bramek (15 w lidze i 3 w rozgrywkach europejskich).
22 sierpnia 2009 Brazylijczyk strzelił gola w wygranym 2:1 meczu Serie A ze Sieną, który inaugurował rozgrywki ligowe w sezonie 2009/2010. 21 października zdobył dwie bramki na Estadio Santiago Bernabéu, w wygranym 3:2 meczu Ligi Mistrzów z Realem Madryt. Jednakże znaczną część sezonu Pato opuścił, z powodu kontuzji. Mimo to zdołał strzelić 12 bramek w 20 meczach w Serie A.
W sezonie 2010/2011 piłkarze Milanu zdobyli mistrzostwo Włoch, do czego walnie przyczynił się Pato, który w 25 spotkaniach strzelił 14 goli (ex aequo z Robinho i Zlatanem Ibrahimoviciem był najlepszym strzelcem zespołu). Dwa z tych trafień zaliczył w najważniejszym dla kibiców „Rossonerich” meczu, czyli w derbowej konfrontacji z Interem 2 kwietnia 2011 roku. 13 września 2011 w meczu przeciwko Barcelonie Brazylijczyk otworzył wynik spotkania już w pierwszej minucie Pato strzelił gola w 24 sekundzie. Wychowanek Internacionalu miałby zapewne jeszcze lepsze statystyki, gdyby nie kolejne kontuzje mięśniowe, z jakimi zmagał się również w tym sezonie. W sezonie 2012/2013 dostał numer 9 na koszulce. W sezonie 2012/2013 najprawdopodobniej na dobre pozbył się problemów mięśniowych.
Od 3 stycznia 2013 był zawodnikiem brazylijskiego klubu Corinthians Paulista.

## Kariera reprezentacyjna
Alexandre Pato był członkiem reprezentacji Brazylii na Mistrzostwach Świata do lat 20 w 2007. W pierwszym meczu z Polską, jego reprezentacja przegrała 0:1. W kolejnym meczu z Koreą Południową strzelił 2 bramki. Pato zadebiutował w pierwszej drużynie reprezentacji Brazylii 26 marca 2008 roku w spotkaniu przeciwko Szwecji. W pojedynku tym Alexandre zdobył zwycięską bramkę. W 2008 roku został powołany do kadry U-23 prowadzonej przez Carlosa Dungę na Igrzyska Olimpijskie w Pekinie, gdzie razem z reprezentacją Brazylii zdobył brązowy medal. W roku 2012 wraz z reprezentacją Brazylii pojechał na Igrzyska Olimpijskie do Londynu, gdzie 29 lipca strzelił gola Białorusinom, w meczu wygranym przez Brazylię 3:1.

## Sukcesy

### SC Internacional
- Klubowe mistrzostwo świata: 2006
- Recopa Sudamericana: 2007

### A.C. Milan
- Mistrzostwo Włoch: 2010/2011
- Superpuchar Włoch: 2011

### Corinthians Paulista
- Campeonato Paulista: 2013
- Recopa Sudamericana: 2013

### Orlando City
- U.S Open Cup: 2022

### Reprezentacyjne
- Mistrzostwo Ameryki Południowej U-20 w piłce nożnej: 2007
- 2. miejsce na Igrzyskach Olimpijskich: 2012
- 3. miejsce na Igrzyskach Olimpijskich: 2008
- Puchar Konfederacji: 2009